# Kłowacz kaktusowy
Kłowacz kaktusowy (Camarhynchus pallidus) – gatunek małego ptaka z rodziny tanagrowatych (Thraupidae), wcześniej zaliczany do trznadlowatych (Emberizidae). Zamieszkuje Wyspy Galapagos. Należy do tak zwanych zięb Darwina. Jest bliski zagrożenia.
Znany jest z tego, że jako jeden z nielicznych gatunków ptaków posługuje się narzędziami. Jako narzędzie służy mu często cierń kaktusowy, przy pomocy którego ptak wydobywa larwy bezkręgowców spod kory drzew. U kłowacza zaobserwowano zdolność do modyfikowania narzędzi, tak aby lepiej spełniały swoje funkcje. Odnotowano również wielokrotne używanie tych samych narzędzi.

## Systematyka
Część systematyków umieszcza kłowacza kaktusowego w rodzaju Geospiza.
Wyróżniono trzy podgatunki C. pallidus:
- C. pallidus pallidus – środkowe i południowe Galapagos
- C. pallidus productus – zachodnie Galapagos
- C. pallidus striatipecta – San Cristóbal (południowo-wschodnie Galapagos)

## Morfologia
Długość ciała wynosi około 15 cm, masa ciała 20–31 gramów. U dorosłego samca wierzch ciała ciemny, piaskowobrązowy, sterówki również. Spód ciała białawy. Niektóre osobniki posiadają szarobrązowe paskowanie. Głowa szarobrązowa, policzki i okolice oczu jaśniejsze. Dziób długawy, górna jego krawędź łukowata, prawie prosty gonys (miejsce zrostu kości tworzących żuchwę na jej końcu). W okresie lęgowym dziób czarny, poza nim dolna szczęka jaśniejsza. Tęczówki brązowe. Nogi i stopy czarnobrązowe.

## Lęgi
Gniazdo o owalnym kształcie buduje samiec. Budulec stanowią suche trawy, mech i porosty; wejście znajduje się z boku. W lęgu 4 białe jaja. Inkubacja trwa 12–13 dni. Młode są w pełni opierzone około 14 dni po wykluciu.

## Status
IUCN od 2021 roku uznaje kłowacza kaktusowego za gatunek bliski zagrożenia (NT, Neat Threatened); wcześniej, od 2015 roku klasyfikowano go jako gatunek narażony (VU, Vulnerable), a jeszcze wcześniej jako gatunek najmniejszej troski (LC, Least Concern). Liczebność populacji szacuje się na 110–270 tysięcy dorosłych osobników. W 2008 roku oceniano, że na wyspie Santa Cruz, głównie na wyższych wysokościach, żyje około 12 tysięcy śpiewających samców. Trend liczebności populacji uznawany jest za spadkowy. Głównym zagrożeniem jest utrata siedlisk wskutek działalności człowieka.